# Litvínov (album)
Litvínov è l'album di debutto della cantante ceca Iva Frühlingová, pubblicato il 29 settembre 2003 su etichette discografiche ReRe Music ed Explay Music, facenti parte della famiglia della Virgin Records.

## Tracce
1. Où tu veux, quand tu veux – 3:15
2. La muerte – 3:21
3. Tu me manques – 4:04
4. J'ai eu tort – 3:30
5. Alice – 4:03
6. Ain't It Easy – 4:03
7. Vanity Case – 3:57
8. Quitte à tout refaire – 3:18
9. Nos moments intimes – 3:23
10. Nue sous le soleil – 3:36
11. Utikam – 4:24
12. 3 p'tits points de suspicion – 3:45
13. Où tu veux, quand tu veux (versione originale) – 3:25

## Classifiche
| Classifica (2006) | Posizione massima |
| ----------------- | ----------------- |
| Repubblica Ceca   | 11                |